# Домантас Шимкус
Домантас Шимкус (лит. Domantas Šimkus, нар. 10 лютого 1996) — литовський футболіст, півзахисник клубу «Хамрун Спартанс» і національної збірної Литви.

## Клубна кар'єра
У дорослому футболі дебютував 2016 року виступами за команду клубу «Атлантас», в якій провів два з половиною сезони, взявши участь у 59 матчах чемпіонату.  Більшість часу, проведеного у складі «Атлантаса», був основним гравцем команди.
Влітку 2018 року перейшов до складу «Жальгіріса».
З 2021 по 2023 роки виступав у командах «Хапоель» (Кфар-Сава), «Сабаїл» та «Мура».
5 липня 2023 року Домантас підписав контракт з клубом «ФА Шяуляй».

## Виступи за збірні
2012 року дебютував у складі юнацької збірної Литви, взяв участь у 17 іграх на юнацькому рівні, відзначившись одним забитим голом.
З 2015 року залучався до складу молодіжної збірної Литви. На молодіжному рівні зіграв у 12 офіційних матчах.
2018 року дебютував в офіційних матчах у складі національної збірної Литви.

## Титули і досягнення
- Володар Кубка Литви (1):

«Жальгіріс»:  2018
- Володар Суперкубка Литви (1):

«Жальгіріс»: 2020
- Чемпіон Литви (1):

«Жальгіріс»: 2020